# Gerhard Schulz (Musiker)
Gerhard Schulz (* 23. September 1951 in Linz) ist ein österreichischer Violinist, Dirigent und Hochschullehrer.

## Leben
Schulz wurde als viertes Kind einer Musikerfamilie geboren und studierte bei Franz Samohyl an der Hochschule für Musik und darstellende Kunst Wien, Sándor Végh an der Robert Schumann Hochschule Düsseldorf und Shmuel Ashkenasi in den USA. Er war an den Gründungen des Salzburg Streichtrios und des Schulz-Ensembles beteiligt und war Erster Geiger des Düsseldorfer Streichquartetts.
Seit 1980 ist Schulz an der Universität für Musik und darstellende Kunst Wien als Professor für Violine tätig und seit 1993 zudem als Gastprofessor für Kammermusik an der Hochschule für Musik und Tanz Köln.
Er war Mitglied des Alban Berg Quartetts, mit dem er länger als 30 Jahre in den wichtigsten Musikzentren der Welt musizierte. Nachdem das Alban Berg Quartett im Sommer 2008 die Konzerttätigkeit beendet hatte, gründete Schulz das Klavierquartett „Waldstein Ensemble“.
Sein Debüt als Dirigent feierte er im November 2009 mit dem Copenhagen Philharmonic Orchestra und widmet sich seither neben dieser Tätigkeit der Arbeit mit seinen Studenten.
Seine Brüder waren der Flötist Wolfgang Schulz und der Cellist Walther Schulz.